# Simplocaria palmeni
Simplocaria palmeni is een keversoort uit de familie pilkevers (Byrrhidae). De wetenschappelijke naam van de soort is voor het eerst geldig gepubliceerd in 1904 door Poppius.